# Х. Ривера Колон (Порторико)
Х. Ривера Колон (шп. H. Rivera Colón) град је у америчкој острвској територији Порторико, острвској држави Кариба.

## Демографија
По попису из 2010. године број становника је 2.456, што је 77 (3,2%) становника више него 2000. године.
| Група             | 2000.         | 2010.         |
| Белци             | 8 (0,3%)      | 4 (0,2%)      |
| Афроамериканци    | 138 (5,8%)    | 273 (11,1%)   |
| Азијати           | 2 (0,1%)      | 1 (0,0%)      |
| Хиспаноамериканци | 2.371 (99,7%) | 2.452 (99,8%) |
| Укупно            | 2.379         | 2.456         |